# Fabián Hernández
Elio Fabián Hernández Sosa, noto semplicemente come Fabián Hernández (Río Branco, 27 dicembre 1983), è un ex giocatore di calcio a 5 uruguaiano.

## Carriera
Soprannominato "Mincho", Hernández ha preso parte, con la nazionale maschile di calcio a 5 dell'Uruguay alla Coppa del Mondo 2008, della quale ha disputato tre partite realizzando una rete. Ha giocato per due mezze stagioni nel Győri ETO, con cui ha vinto un campionato ungherese (2010-11) e ha debuttato nella Coppa UEFA (2011-12).

## Palmarès
- Campionato ungherese: 1
Győri ETO: 2010-11